# Glee: The Music, Journey to Regionals
Glee: The Music, Journey to Regionals je druhé EP amerického televizního muzikálového seriálu Glee. Obsahuje písně z poslední epizody první série s názvem Cesta. Album vyšlo 8. června 2010, ve stejný den, kdy se epizoda poprvé vysílala. Polovina písní na albu jsou coververze písní od americké rockové hudební skupiny Journey.

## Tracklist
| Číslo skladby | Název skladby                                     | Autoři skladby              | Původní interpret(i)  | Délka |
| ------------- | ------------------------------------------------- | --------------------------- | --------------------- | ----- |
| 1             | „Faithfully“                                      | Jonathan Cain               | Journey               | 4:35  |
| 2             | „Any Way You Want It / Lovin' Touchin' Squeezin'“ | Steve Perry, Neal Schon     | Journey               | 3:09  |
| 3             | „Don't Stop Believin'“ (verze pro okresní kolo)   | Cain, Perry, Schon          | Journey               | 3:43  |
| 4             | „Bohemian Rhapsody“ (featuring Jonathan Groff)    | Freddie Mercury             | Queen                 | 5:57  |
| 5             | „To Sir with Love“                                | Don Black, Mark London      | Lulu                  | 2:43  |
| 6             | „Over the Rainbow“                                | Harold Arlen, E. Y. Harburg | Israel Kamakawiwoʻole | 2:31  |

## Interpreti
- Dianna Agron
- Chris Colfer
- Jane Lynch
- Jayma Mays
- Kevin McHale
- Lea Michele
- Cory Monteith
- Matthew Morrison
- Amber Riley
- Naya Rivera
- Mark Salling
- Jenna Ushkowitz

### Hostující interpret
- Jonathan Groff

## Datum vydání
| Oblast                 | Datum vydání    |
| ---------------------- | --------------- |
| Kanada                 | 8. června 2010  |
| Japonsko               | 8. června 2010  |
| Spojené státy americké | 8. června 2010  |
| Irsko                  | 11. června 2010 |
| Spojené království     | 14. června 2010 |
| Austrálie              | 18. června 2010 |
| Nový Zéland            | 21. června 2010 |
| Tchaj-wan              | 10. srpna 2010  |